# Crystal Harris
Crystal Harris, coniugata Hefner (Lake Havasu City, 29 aprile 1986), è una modella statunitense, nota per essere una Playmate di Playboy e per essere la vedova di Hugh Hefner, il fondatore della rivista.

## Biografia
Di origini italiane per parte materna, suo padre, Ray Harris, era un cantante e scrittore di canzoni. Si laureò in psicologia presso la Università Statale di San Diego, in California.
il 24 dicembre 2010 Chrystal annunciò il suo fidanzamento con Hugh Hefner, fondatore dell'impero di Playboy, di 60 anni più anziano: la cerimonia del matrimonio, prevista per il 18 giugno 2011, fu annullata solo 4 giorni prima. Dopo alcune divergenze e quindi un nuovo fidanzamento tra i due, il 31 dicembre 2012 Crystal Harris e Hugh Hefner arrivarono finalmente a sposarsi: la cerimonia si svolse in forma privata alla Playboy Mansion in presenza di pochissimi invitati. Subito dopo la cerimonia, Crystal cambiò legalmente il proprio cognome da Harris in Hefner.
Il matrimonio si concluse il 27 settembre del 2017 con il decesso di Hugh Hefner.

### Vita privata
In gennaio 2009, Crystal iniziò a incontrarsi con Hugh Hefner. Ella si unì alle gemelle Kristina e Karissa Shannon come una delle giovani amiche di Hefner dopo che il suo rapporto con la sua ragazza "numero uno", Holly Madison, era finito al termine di una relazione settennale. Il 24 dicembre 2010, Crystal si fidanzò con Hefner, diventandone poi la terza moglie. Crystal ruppe il fidanzamento il 14 giugno 2011, cinque giorni prima della data prevista per le loro nozze. In anticipo sul matrimonio, il numero di luglio di Playboy, che aveva raggiunto gli scaffali e le case dei lettori poco prima della data prevista per il matrimonio, pubblicava la fotografia di Harris in copertina, il cui titolo recitava: America's Princess, Introducing Mrs. Crystal Hefner. Hefner e Harris successivamente si riconciliarono e si sposarono il 31 dicembre 2012. Ella rimase sposata con Hefner fino al di lui decesso, avvenuto il 27 settembre 2017.
Nel 2016, Crystal annunciò sul suo sito social che le era stata diagnosticata la malattia di Lyme e la presenza di muffe tossiche, prima di scoprire che i suoi sintomi erano dovuti anche a una malattia provocata dagli impianti di protesi mammarie. Harris affermò di aver sofferto anche di "nebbia mentale" e "affaticamento cronico" a causa degli impianti, che tuttavia fece rimuovere, il che alleviò alcuni dei sintomi.

### Accuse circa i rapporti con Hugh Hefner
Nel 2020, Crystal si trovò molto vicina al decesso a causa di un procedimento di rimozione del grasso, considerato chirurgia plastica. La sua memoria Only Say Good Things: Surviving Playboy and Finding Myself, un'autobiografia sulle sue esperienze alla Playboy Mansion e con Hugh Hefner, fu pubblicata in gennaio 2024. Lei successivamente lanciò accuse (senza esibirne prove) che di recente fecero emergere che Playboy Mansion era un ambiente tossico, dove erano frequenti violenze carnali. Ella sostenne anche di essere stata "imprigionata" durante il periodo della sua permanenza presso la mansion.  In un'intervista a The Guardian, ella sostenne pure che: "Hef era all'estremo del narcisismo, ..." e che: "Io dovetti scervellarmi per poter sopravvivere."